# Stade Mayol
Stade Mayol é um estádio localizado em Toulon, França, possui capacidade total para 18.200 pessoas, é a casa do time de rugby RC Toulonnais, foi inaugurado em 1920, passando por reformas em 1947, 1965 e 1983.